# Haluza
Haluza (en hébreu: חלוצה), aussi connu comme Halasa, Chellous (Χελλοὺς), al-Khalasa, Elusa, est une ville du Néguev, en Israël, qui faisait autrefois partie de la Route de l'encens nabatéenne. En raison de cette importance historique, l'UNESCO a accordé à quatre villes du Néguev le statut conjoint de site du patrimoine mondial de l'UNESCO : Haluza, Mamshit, Avdat, Shivta. La ville est l'un des deux principaux sites potentiels pour la ville biblique de Ziklag (avec Tel Sera), corruption possible de Halusah (forteresse). 
Les ruines de la ville sont à al-Khalasa (Khalasah), environ 30 km au sud de Beersheba, dans une grande plaine. De nombreuses inscriptions y ont été trouvées. 
Selon les Targums, le désert de Sur, où l'ange trouve Agar (Genèse 16:7). (Voir Revue Biblique, 1906, 597).
Les sondages archéologiques dans la région, partiellement entravés par la présence de sables mouvants, ont permis de mettre au jour, des rues, deux églises, un théâtre, un pressoir, une tour… Contrairement aux autres villes de la Route de l'encens, Haluza a été fouillé sans suffisamment de soin, ce qui compromet l'avenir de fouilles, et le site est généralement mal entretenu. 